# 權律
權律（1982年6月29日—），韓國男演員，本名權世仁，2012年轉入經紀公司Saram娛樂時將名字改為權律。
2025年5月演員權律今日通過所屬社宣佈將在本月24日舉辦婚禮，考慮到女友及親屬都是圈外人，將不對外公開。權律經紀公司J,Wide-Company在聲明中表示：「權率演員遇到了希望共度終生的寶貴姻緣，將於5月24日締結百年之約。 為了體諒非藝人身份的準新娘及雙方家庭，婚禮將在首爾某處以非公開形式舉行。」

## 演出作品

### 電視劇
- 2007年：SBS《奔跑吧鯖魚》
- 2008年：KBS《大王世宗》飾演 申叔舟
- 2008年：SBS《全職媽媽》
- 2009年：KBS《拜託小姐》朴貞植
- 2010年：KBS《愛得好》
- 2011年：SBS《對我說謊試試》飾演 朴勳
- 2011年：KBS《Brain》飾演 余奉久
- 2011年：MBN《What's up》飾演 經紀公司秘書
- 2012年：KBS《普通的戀愛》飾演 韓載民
- 2012年：JTBC《Monster》（共1集）
- 2012年：KBS《我的女兒㥠榮》飾演 崔浩貞的相親男（客串）
- 2013年：tvN《驚豔的她》飾演 池盛基
- 2014年：KBS《天上女人》飾演 徐智碩
- 2015年：tvN《一起吃飯吧2》飾演 李相友
- 2015年：SBS《你的窺視》飾演 廉基浩
- 2016年：MBC《再一次 Happy Ending》飾演 具海俊
- 2016年：tvN《打架吧鬼神》飾演 朱彗星
- 2017年：SBS《悄悄話》飾演 姜政一
- 2018年：OCN 《Voice2》飾演 方濟水
- 2019年：SBS《獬豸》飾演 朴文秀
- 2019年：OCN 《Voice3》飾演 方濟水（特別出演）
- 2020年：tvN 《謗法》飾演 李正勳（特別演出）
- 2020年：SBS 《The King：永遠的君主》飾演 李浩（特別演出）
- 2020年：tvN 《了解的不多也無妨，是一家人》飾演 劉民宇（特別演出）
- 2020-2021年：KakaoTV《媳婦過渡期》飾演 武九英（2季）
- 2021年：KBS《達利和馬鈴薯湯》飾演 張泰鎮
- 2021年：OCN 《Voice4》飾演 方濟水（特別出演）
- 2022年：tvN《精神教練諸葛吉》飾演 具太萬
- 2022年：ENA 《凍死的戀愛》飾演 白俊烈副機長（特別出演)
- 2023年：ENA《等待了很久》飾演 車英雲
- 2024年：JTBC《沒有秘密》飾演 金柱浩（特別出演)
- 2024年：SBS《聯結》饰演 朴泰振
- 2024年：JTBC《陪玩的女人》饰演 张贤宇[4]
- 2024年：Coupang Play《凌晨兩點的灰姑娘》飾演 獵頭顧問（特別出演)

### 電影
- 2008年：《野獸男孩（朝鲜语：비스티 보이즈 (영화)）》飾演 志勳
- 2010年：《我的流氓愛人（朝鲜语：내 깡패 같은 애인）》飾演 宰英
- 2012年：《與犯罪的戰爭：壞傢伙的全盛時代》
- 2012年：《聖殤》飾演 吉他男
- 2013年：《格鬥青春》飾演 熙俊
- 2014年：《危險的傳聞》
- 2014年：《神的禮物（朝鲜语：신의 선물 (영화)）》飾演 素英的男朋友
- 2014年：《鳴梁》飾演 李薈
- 2015年：《一閃一閃 撲通撲通（朝鲜语：반짝반짝 두근두근）》（畫面解說）
- 2016年：《房間裡的大象》飾演 志燮
- 2016年：《狩獵》飾演 孟俊昊
- 2016年：《最壞的一天》飾演 賢伍
- 2017年：《朴烈》飾演 李錫
- 2017年：《美玉（朝鲜语：미옥）》飾演 孔明
- 2018年：《冠軍大叔》 飾演 朴振基
- 2022年：《警官之血》 飾演 羅英彬

### MV
- 2015年：Unknown Dress〈流星（유성）〉

### 綜藝節目
- 2012年：Olive TV《尹啟相的One Table》（윤계상의 원테이블）[5]
- 2022年：OCN《O Cine》（O씨네）MC[6]
- 2022年：tvN《排队的餐厅》MC[7]
- 2023年：tvN《帐篷外面是欧洲西班牙篇》[8]
- 2023年：MBC Every1《我现在很生气》MC[9]
- 2023年：Channel S《隐藏的美食之路—无车族三剑客》[10]
- 2023年：MBC《世界警察：Super Police》（세계경찰: 슈퍼폴）[11]

## 獎項
- 2016年：第8屆亞洲時尚偶像獎－Awesome Spotlight
- 2017年：第10屆韓國電視劇節－男子最優秀賞《悄悄話》
- 2017年：SBS演技大賞－月火劇部門 男子優秀演技獎《悄悄話》
- 2022年：MBC演藝大獎—《全知干預視角》特別獎 Best Entertainer

## 外部連結
- 權律的Instagram帳戶
- 權律的Facebook專頁
- 權律的新浪微博
- YouTube上的권율의（두율라이크）頻道
- 權律在互联网电影资料库（IMDb）上的資料（英文）